# Nedroma
Nedroma, en árabe, ندرومة, es una ciudad en la provincia de Tremecén, Argelia. Es la capital de los Traras.

En el camino de Nemours a Marnia, a los mismos pies de los montes Filhausen, se levanta la ciudad desde donde envío estas líneas y que, no obstante ser argelina, conserva como ninguna su carácter morisco y es la verdadera metrópoli de los árabes andaluces expulsados de España. Había leído que muchas familias de Nedroma conservan aún las antiquísimas llaves de las casas y los títulos de las propiedades de sus antepasados en España, y que conservan porque tienen la esperanza de volver...Aquí he visto una llave antigua de la morada que los antepasados de la familia Hamed Belhad, de Córdoba, tuvieron cerca de Oued-El-Kevir [Guadalquivir. También he visto escrituras de adules [notarios árabes, y hasta descripciones minuciosas de terrenos donde los avariciosos moros habían guardado sus tesoros. Si, como es de creer, son auténticos todos estos documentos...
Guillermo Rittwagen, artículo « Los árabes andaluces », crónica periodística del 15 de marzo de 1905, publicado en El Español.

## Patrimonio de la Humanidad
Nedroma fue agregado a la lista indicativa de la Patrimonio de la Humanidad de la Unesco el 30 de diciembre de 2002 en la categoría Cultural